# Marcello Caminiti
Marcello Caminiti (* 26. Juli 1913 in Taormina; † 16. Dezember 1996 in Florenz) war ein italienischer Politiker und Autor. Von 1948 bis 1956 war er für zwei Legislaturperioden Abgeordneter des Partito Socialista Italiano (PSI) im Regionalrat Trentino-Südtirol und damit gleichzeitig im Südtiroler Landtag. Von 1948 bis 1959 war er zudem Mitglied des Gemeinderats von Bozen (zunächst für den PSI, ab 1957 dann für den PSDI), zusätzlich von 1948 bis 1950 auch Mitglied des Stadtrats mit dem Aufgabenbereich Stadtpolizei.
Beruflich war Caminiti als Funktionär im Südtiroler Fremdenverkehrsamt und in der Bozner Kurverwaltung tätig. Er schrieb mehrere Führer, die sich mit Südtirol und der Romagna beschäftigen.

## Werke (Auswahl)
- La riviera adriatica di Romagna e la provincia di Forlì. Guida per il turista. Istituto Geografico De Agostini, Novara 1966 (italienisch).
- Die Burgen Südtirols. Istituto Geografico De Agostini, Novara 1975 (deutsch).